# Papaipema anargyrea
Papaipema anargyrea är en fjärilsart som beskrevs av Dyar 1908. Papaipema anargyrea ingår i släktet Papaipema och familjen nattflyn. Inga underarter finns listade i Catalogue of Life.